# Luisa Cristina de Stolberg-Stolberg-Ortenberg
Luisa Cristina de Stolberg-Stolberg-Ortenberg (21 de enero de 1675-16 de mayo de 1738) fue una noble alemana miembro de la Casa de Stolberg y por sus dos matrimonio condesa de Mansfeld-Eisleben y duquesa de Sajonia-Weissenfels.
Nacida en Ortenberg, era la sexta de los ocho hijos nacidos del matrimonio del conde Cristóbal Luis I de Stolberg-Stolberg-Ortenberg y la condesa Luisa Cristina de Hesse-Darmstadt. De los siete hermanos de ella, cuatro alcanzaron la madurez: Jorge, príncipe heredero de Stolberg-Stolberg-Ortenberg; Sofía Leonor; Cristóbal Federico y Jost Cristián.

## Biografía
En Stolberg el 13 de diciembre de 1704, Luisa Cristina se casó por primera vez con el Conde Juan Jorge III de Mansfeld-Eisleben. No tuvieron hijos. El Conde Juan Jorge II murió el 1 de enero de 1710.
En Stolberg el 11 de mayo de 1712, Luisa Cristina se casó por segunda vez con el Duque Cristián de Sajonia-Weissenfels. Para esta ocasión, el Elector Federico Augusto I de Sajonia, mandó hacer como regaló para la pareja la Copa de Caza Weissenfelser (der Weißenfelser Jagdpokal). Era una costosa y compleja obra maestra de forja de oro ejecutada por los hermanos Johann Melchior y George Christoph Dinglinger; tomó su inspiración artística por la preferencia del duque por la caza. La copa estuvo en posesión de la casa ducal de Sajonia-Weissenfels hasta su extinción; después pasó a posesión del Electorado de Sajonia y puede admirarse hoy en la Bóveda Verde (de: Grünes Gewölbe). No tuvieron hijos.
Luisa Cristina murió en Weissenfels a la edad de 63 años, habiendo sobrevivido a su segundo marido por veintitrés meses. Fue enterrada en la Iglesia del Palacio (Schlosskirche) en Weissenfels.